# 楢 (楢型駆逐艦)
|                  | |
| 艦歴             | |
| 計画             | 1917年度 |
| 起工             | 1917年11月8日 |
| 進水             | 1918年3月28日 |
| 就役             | 1918年4月30日 |
| その後           | 1930年6月1日掃海艇編入、第九号掃海艇（二代）と改名 1936年4月1日雑役船編入、練習船指定、船名を「楢」に復帰 戦時中に解体、船体の一部が呉・吉浦港の浮桟橋となる |
| 除籍             | 1940年11月15日 |
| 廃船             | 1940年11月15日 |
| 性能諸元（計画） | |
| 排水量           | 基準：770トン 常備：850トン |
| 全長             | 全長：290 ft 0 in (88.39 m) 垂線間長：275 ft 0 in (83.82 m)                                                                                                  |
| 全幅             | 25 ft 4 in (7.72 m) |
| 吃水             | 7 ft 10 in (2.39 m) |
| 機関             | 推進：2軸 x 730rpm 主機：ブラウン・カーチス式単式直結タービン 2基 出力：17,500馬力 ボイラー：ロ号艦本式缶 重油専焼2基、石炭重油混焼2基                       |
| 速力             | 31.5ノット |
| 燃料             | 重油212トン、石炭98トン |
| 航続距離         | 3,000カイリ / 14ノット |
| 乗員             | 竣工時定員 112名 |
| 兵装             | 45口径三年式12cm単装砲3門 三年式機砲(6.5mm機銃) 2挺 45cm3連装魚雷発射管2基6門                                                                                |
| 搭載艇           | 4隻 |

楢（なら）は、大日本帝国海軍の駆逐艦で、楢型駆逐艦の1番艦である。同名艦に松型駆逐艦の「楢」があるため、こちらは「楢 (初代)」や「楢I」などと表記される。

## 艦歴
1917年（大正6年）11月8日、横須賀海軍工廠で起工。1918年（大正7年）3月28日午後3時30分進水。同年4月30日竣工。
1930年（昭和5年）6月1日、掃海艇に転籍、第九号掃海艇となる。1936年（昭和11年）4月1日、雑役船「楢」となる。1940年（昭和15年）11月15日除籍、廃船。戦時中に解体され、船体の一部が呉、吉浦港の浮桟橋となった。

## 艦長
※『日本海軍史』第9巻・第10巻の「将官履歴」及び『官報』に基づく。
艤装員長
- 山田松次郎 少佐：1917年12月1日[8] - 1918年4月1日[9]
- （兼）山田松次郎 少佐：1918年4月1日[9] -

駆逐艦長
- 山田松次郎 少佐：1918年4月1日[9] - 1920年3月1日[10]
- 赤沢堅三郎 少佐：1920年3月1日[10] - 12月1日[11]
- （心得）中円尾義三 大尉：1920年12月1日 - 1921年12月1日
- 中円尾義三 少佐：1921年12月1日 - 1922年12月1日
- 椛島節雄 少佐：1922年12月1日 - 1924年4月1日
- 畠山耕一郎 少佐：1924年4月1日 - 12月1日
- 野末信次郎 少佐：1924年12月1日[12] - 1925年12月7日[13]
- （兼）加来博胤 中佐：1925年12月7日[13] - 1926年4月20日[14]
- 多田武雄 少佐：1926年4月20日 - 1926年11月1日
- 伊崎俊二 大尉：1926年11月1日 - 1927年12月1日
- 直塚八郎 少佐：1927年12月1日[15] -
- 直塚八郎 少佐：1928年2月13日 - 1928年12月10日[16]
- （兼）横山茂 中佐：1928年12月10日[16] -
- 横山茂 中佐：不詳 - 1929年11月30日[17]
- 小島斉志 少佐：1929年11月30日 - 1930年5月26日
- 藤田友造 大尉：1930年5月26日[18] - 1930年6月1日[19]

掃海艇長
- 藤田友造 大尉：1930年6月1日[19] - 1931年12月1日[20]
- （兼）野口照隆 少佐：1931年12月1日[20] - 1932年2月1日[21]
- （兼）有田貢 少佐：1932年2月1日[21] - 1932年4月1日[22]